# 全民高尔夫4
《全民高尔夫4》（又译作）是一款由Clap Hanz制作、索尼電腦娛樂在PlayStation 2发行的体育游戏。于2003年11月27日在日本地区发行。本游戏是全民高尔夫在PlayStation 2上的第二作。
本游戏是一款与高尔夫球相关的体育类游戏。
GameRankings给予本游戏80.16%的分数。